# Ивуарийско-французские отношения
Ивуарийско-французские отношения — двусторонние дипломатические отношения между Кот-д’Ивуаром и Францией. Страны являются членами Организации Объединённых Наций (ООН) и Франкофонии.

## История
Португальские моряки стали первыми европейцами, которые высадились на территории современного Кот-д’Ивуара. В 1687 году в Ассини-Мафии была основана французская миссия, которая стала первым европейским форпостом в этом регионе. В 1842 году Франция объявила этот район своим протекторатом. В 1880-х годах французское колониальное правление на этой территории было введено после окончания гонки за Африку во время Берлинской конференции 1884 года.
К концу 1880-х годов Франция установила эффективный контроль над прибрежными районами Кот-д’Ивуара, а в 1889 году Британская империя признала суверенитет Франции над этим регионом. В 1893 году Кот-д’Ивуар стал французской колонией. В 1904 году Кот-д’Ивуар стал частью Французской Западной Африки.
Во время Первой и Второй мировых войн ивуарийские солдаты воевали на стороне Франции. Во время Второй мировой войны ивуарийские солдаты стали частью западноафриканских Сенегальских тиралеров и сражались во время Французской кампании и в Итальянской кампании под руководством правительства в изгнании Сражающейся Франция во главе с генералом Шарлем де Голлем. После освобождения Парижа и окончания Второй мировой войны Кот-д’Ивуар стал частью Французского Союза в 1946 году. В 1958 году Кот-д’Ивуар становится республикой в составе Французского сообщества. В августе 1958 года президент Франции Шарль де Голль посетил Абиджан.
В декабре 1958 года, как часть Французского сообщества, Кот-д’Ивуар стал автономной республикой в результате референдума 7 августа того же года, получил этот статус как член бывшей Французской Западной Африки. 11 июля 1960 года Франция признала право Кот-д’Ивуара стать полностью независимым. Кот-д’Ивуар стал независимым государством 7 августа 1960 года и ему было разрешено прекратить членство во Французском сообществе. Феликс Уфуэ-Буаньи стал первым президентом Кот-д’Ивуара.
Сразу после обретения независимости Кот-д’Ивуар попал во французскую сферу влияния, известную как Франсафрика. Отношения между странами сложились тесные и Франция стала крупнейшим торговым партнером Кот-д’Ивуара.
В октябре 2000 года Лоран Гбагбо стал президентом Кот-д’Ивуара. В 2002 году началась Первая Ивуарийская война, главным образом в результате экономической, этнической и религиозной напряженности между северной и южной частями страны. Франция направила войска в страну для поддержания мира и выступила посредником во время гражданской войны, чтобы договориться о восстановлении мира в Кот-д’Ивуаре.
В ноябре 2004 года произошел вооружённый конфликт, когда ивуарийские правительственные самолеты атаковали французских миротворцев в северной части страны, где они находились в рамках операции «Единорог» в поддержку Операции ООН в Кот-д’Ивуаре (ОООНКИ). В результате атаки погибли девять французских миротворцев. В результате вооружённые силы Франции столкнулись с ивуарийскими войсками и лояльными правительству повстанцами, а французские ВКС уничтожили самолёты Военно-воздушных сил Кот-д’Ивуара. За этими инцидентами последовали массовые антифранцузские протесты в Кот-д’Ивуаре, которые привели к нападениям местных жителей на иностранцев их Европы. Франция направила в страну дополнительно 600 солдат. В марте 2007 года между ивуарийским правительством и повстанцами было подписано мирное соглашение.
В ноябре 2010 года в результате президентских выборов в Кот-д’Ивуаре началась Вторая Ивуарийская война. В апреле 2011 года французские солдаты арестовали Лорана Гбагбо в его резиденции в Абиджане, положив конец гражданской войне. Алассан Уаттара стал новым президентом Кот-д’Ивуара.
Между лидерами обеих стран состоялось несколько визитов на высоком уровне. В августе 2017 года президент Алассан Уаттара посетил с официальным визитом Париж, чтобы встретиться с президентом Франции Эмманюэль Макроном. В декабре 2019 года президент Эмманюэль Макрон посетил Абиджан с официальным визитом.

## Помощь Франции для Кот-д’Ивуара
Франция является ведущим донором помощи для Кот-д’Ивуара. В июне 2012 года Кот-д’Ивуар завершил Инициативу в отношении долга бедных стран с крупной задолженностью. В июле 2012 года страны подписали двустороннее соглашение, которое предусматривало списание коммерческого долга в размере 913 миллионов евро и дополнительное списание 2,9 миллиарда евро для Кот-д’Ивуара через механизм контракта на сокращение долга и развитие. Франция остается ведущим инвестором в Кот-д’Ивуаре как с точки зрения вложений (50 миллионов евро в 2018 году), так и с точки зрения общего объёма инвестиций (1,6 миллиарда евро).
Французские инвестиции в Кот-д’Ивуаре имеют диверсифицированный профиль. Более 90 % инвестиций Франции направлено в следующие отрасли деятельности: финансы, углеводороды, электричество, вода, строительство, промышленность, агропромышленность, транспорт, гостиницы, дистрибуция, телекоммуникации и аудиовизуальные услуги. Около 700 французских компаний работают в Кот-д’Ивуаре, в том числе около 200 дочерних компаний.

## Транспортное сообщение
Между Международным аэропортом имени Феликса Уфуэ-Буаньи и аэропортом Париж — Шарль-де-Голль налажено прямое авиасообщение силами Air France и Corsair International.

## Дипломатические представительства
- Франция имеет посольство в Абиджане[11]
- У Кот-д’Ивуара имеется посольство в Париже и генеральное консульство в Лионе[12].